# June Croft
June Croft   (Ashton-in-Makerfield, 17 de juny de 1963) és una nedadora anglesa ja retirada, especialista en estil lliure, que va competir durant les dècades de 1970 i 1980.
El 1980 va prendre part en els Jocs Olímpics d'Estiu de Moscou on va disputar quatre proves del programa de natació. Fent equip amb Helen Jameson, Margaret Kelly i Ann Osgerby guanyà la medalla de plata en els 4x100 metres estils, mentre en els 4x100 metres lliures fou quarta i en els 200 metres lliures sisena com a resultats més destacats. Quatre anys més tard, als Jocs de Los Angeles, va disputar cinc proves del programa de natació. Guanyà la medalla de bronze en els 400 metres lliures, rere Tiffany Cohen i Sarah Hardcastle. En els 4x100 metres estils fou quarta i en els 100, 200 i 4x100 metres lliures sisena. La seva tercera, i darrera´, participació en uns Jocs fou el 1988, a Seül, on va disputar quatre proves del programa de natació. En totes elles quedà eliminada en sèries.
Va representar Anglaterra als Jocs de la Commonwealth de 1982 disputats a Brisbane, Austràlia, i als de 1990, disputats a Auckland, Nova Zelanada, amb un balanç de tres medalles d'or, dues de plata i dues de bronze. Durant la seva carrera també guanyà 24 campionats nacionals.